# Caecilii Metelli
I Caecilii Metelli (Cecili Metelli) furono un ramo della gens Caecilia, una delle più importanti e ricche famiglie dell'antica Roma durante la fase repubblicana. La gens era considerata nobile nonostante avesse origine plebea e non patrizia. I Caecilii Metelli esercitarono un grande potere dal III secolo a.C. sino alla fine della Repubblica, ricoprendo ogni ufficio del cursus honorum e importanti ruoli militari. Importanti membri della gens furono:
- Quinto Cecilio (Quintus Caecilius), tribuno della plebe nel 316 a.C.
- Lucio Cecilio Metello Denter (Lucius Caecilius Metellus Denter), console nel 284 a.C., morto in battaglia contro i Senoni ad Arretium nello stesso anno
- Lucio Cecilio Metello (Lucius Caecilius Metellus), console nel 251 a.C. e nel 247 a.C., ricoprì la carica di pontifex maximus. Morì nel 221 a.C.
- Marco Cecilio Metello (Marcus Caecilius Metellus), figlio di Lucio Cecilio Metello, ricoprì diverse cariche pubbliche.
- Quinto Cecilio Metello (Quintus Caecilius Metellus), console nel 206 a.C.
- Quinto Cecilio Metello Macedonico (Quintus Caecilius Metellus Macedonicus). Primo figlio di Quinto Cecilio Metello, fu un brillante generale e combatté la quarta guerra macedonica assicurandosi nel 146 a.C. l'annessione della Macedonia come provincia romana: da questo episodio deriva il soprannome Macedonico. Venne eletto console nel 143 a.C. e censore nel 131 a.C. Durante la sua carica censoria, Macedonico propose di rendere obbligatorio per i Romani il matrimonio, ma la legge non venne mai applicata. Morì nel 115 a.C.
- Lucio Cecilio Metello Calvo (Lucius Caecilius Metellus Calvus), console nel 142 a.C.
- Quinto Cecilio Metello Balearico (Quintus Caecilius Metellus Balearicus), console nel 123 a.C. e censore nel 120 a.C.
- Lucio Cecilio Metello Dalmatico (Lucius Caecilius Metellus Dalmaticus), console nel 119 a.C., pontefice massimo nel 115 a.C., padre di Cecilia Metella Dalmatica
- Lucio Cecilio Metello Diademato (Lucius Caecilius Metellus Diadematus), console nel 117 a.C. e censore nel 115 a.C.
- Marco Cecilio Metello (Marcus Caecilius Metellus), console nel 115 a.C.
- Gaio Cecilio Metello Caprario (Gaius Caecilius Metellus Caprarius), console nel 113 a.C. e censore nel 102 a.C.
- Quinto Cecilio Metello Numidico (Quintus Caecilius Metellus Numidicus), secondo figlio di Metello Calvo
- Gaio Cecilio Metello (Gaius Caecilius Metellus), figlio di Gaio Cecilio Metello e console nel 102 a.C.
- Quinto Cecilio Metello Nepote (Quintus Caecilius Metellus Nepos), figlio di Balearico, venne eletto console nel 98 a.C. Uno dei pochi aspetti noti della sua vita è la circostanza in cui sposò Licina Crassa, la madre di suo figlio. Licina era sposata con un altro uomo, Quinto Mucio Scevola, quando iniziarono una relazione. Una volta scoperti, Licina venne emarginata e ripudiata per adulterio ma Metello Nepote, piuttosto che perderla, divorziò da sua moglie e la sposò dopo meno di una settimana. Questa scandalosa vicenda venne trattata da numerosi scrittori antichi.
- Quinto Cecilio Metello Pio (Quintus Caecilius Metellus Pius) fu l'unico figlio di Metello Numidico. Iniziò la carriera militare come legatus di Lucio Cornelio Silla nella guerra sociale. Quando Silla venne cacciato da Roma gli rimase fedele e lo seguì in Africa. Nell'83 a.C. ritornò insieme a lui a Roma e lo aiutò durante la guerra civile che vide Silla uscire vincitore. Diventato dittatore lo ricompensò per i suoi servigi con il titolo di pontifex maximus. Venne eletto console nell'80 a.C. per poi essere inviato come proconsole nelle province della Spagna. Fino al 72 a.C. rimase in Iberia a combattere contro Quinto Sertorio, aiutato dal 77 a.C. da Gneo Pompeo Magno. Dopo la sconfitta di Quinto Sertorio tornò a Roma, dove celebrò un trionfo per le sue vittorie in Spagna. Morì nel 63 a.C. Per via delle sue imprese militari Metello Pio ricevette il rispetto degli storici militari romani, in particolare da Sesto Giulio Frontino, che lo cita spesso nel suo libro Strategemata.
- Quinto Cecilio Metello Cretico (Quintus Caecilius Metellus Creticus), console nel 69 a.C. figlio di Gaio Caecilio Metello Capraio
- Lucio Cecilio Metello (Lucius Caecilius Metellus), console nel 68 a.C.
- Marco Cecilio Metello, pretore per la quaestio de repetundis nel 69 a.C.;
- Quinto Cecilio Metello Celere (Quintus Caecilius Metellus Celer), console nel 60 a.C. e morto nel 59 a.C., probabilmente avvelenato da sua moglie Clodia
- Quinto Cecilio Metello Nepote Minore (Quintus Caecilius Metellus Nepos Iunior), console nel 57 a.C.
- Quinto Cecilio Metello Pio Scipione Nasica (Quintus Caecilius Metellus Pius Scipio Nasica), conosciuto anche come Metello Scipione, fu console nel 52 a.C. Figlio adottivo di Metello Pio, combatté con lui contro Quinto Sertorio. Divenne suocero di Gneo Pompeo Magno. Comandò l'esercito repubblicano nella battaglia di Tapso e venne ucciso in battaglia dalle legioni comandate da Giulio Cesare.
- Quinto Cecilio Metello Cretico Silano, console nel 7 d.C.

Le donne della gens venivano sempre chiamate Cecilia Metella, in accordo con la tradizione romana. Per distinguerle solitamente veniva dato loro il cognome del padre declinato in una forma femminile. Tra queste vengono ricordate:
- Cecilia Metella Dalmatica (Caecilia Metella Dalmatica), moglie di Marco Emilio Scauro e di Lucio Cornelio Silla in un secondo tempo
- Cecilia Metella Calva (Caecilia Metella Calva), madre di Lucio Licinio Lucullo
- Cecilia Metella Balearica Maggiore (Caecilia Metella Balearica Maior), vergine vestale
- Cecilia Metella Balearica Minore (Caecilia Metella Balearica Minor), madre di Publio Clodio Pulcro
- Cecilia Metella Celere (Caecilia Metella Celer)